# Nectria decora
Nectria decora är en svampart som först beskrevs av Carl (Karl) Friedrich Wilhelm Wallroth, och fick sitt nu gällande namn av Karl Wilhelm Gottlieb Leopold Fuckel 1870. Nectria decora ingår i släktet Nectria och familjen Nectriaceae.   Inga underarter finns listade i Catalogue of Life.